# Kazoo

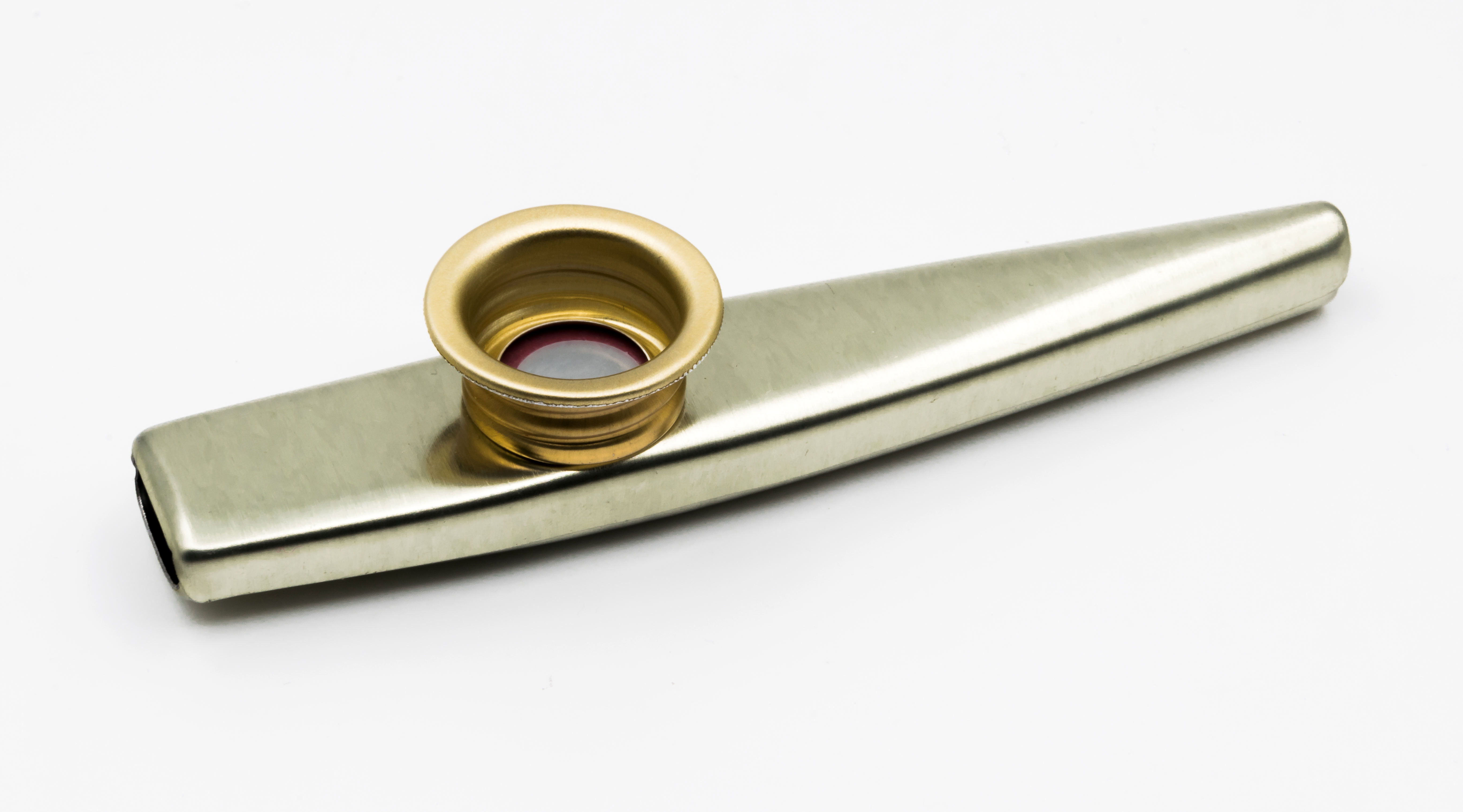
Un kazoo en métal.

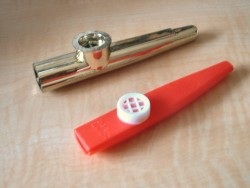
Exemples de kazoos.

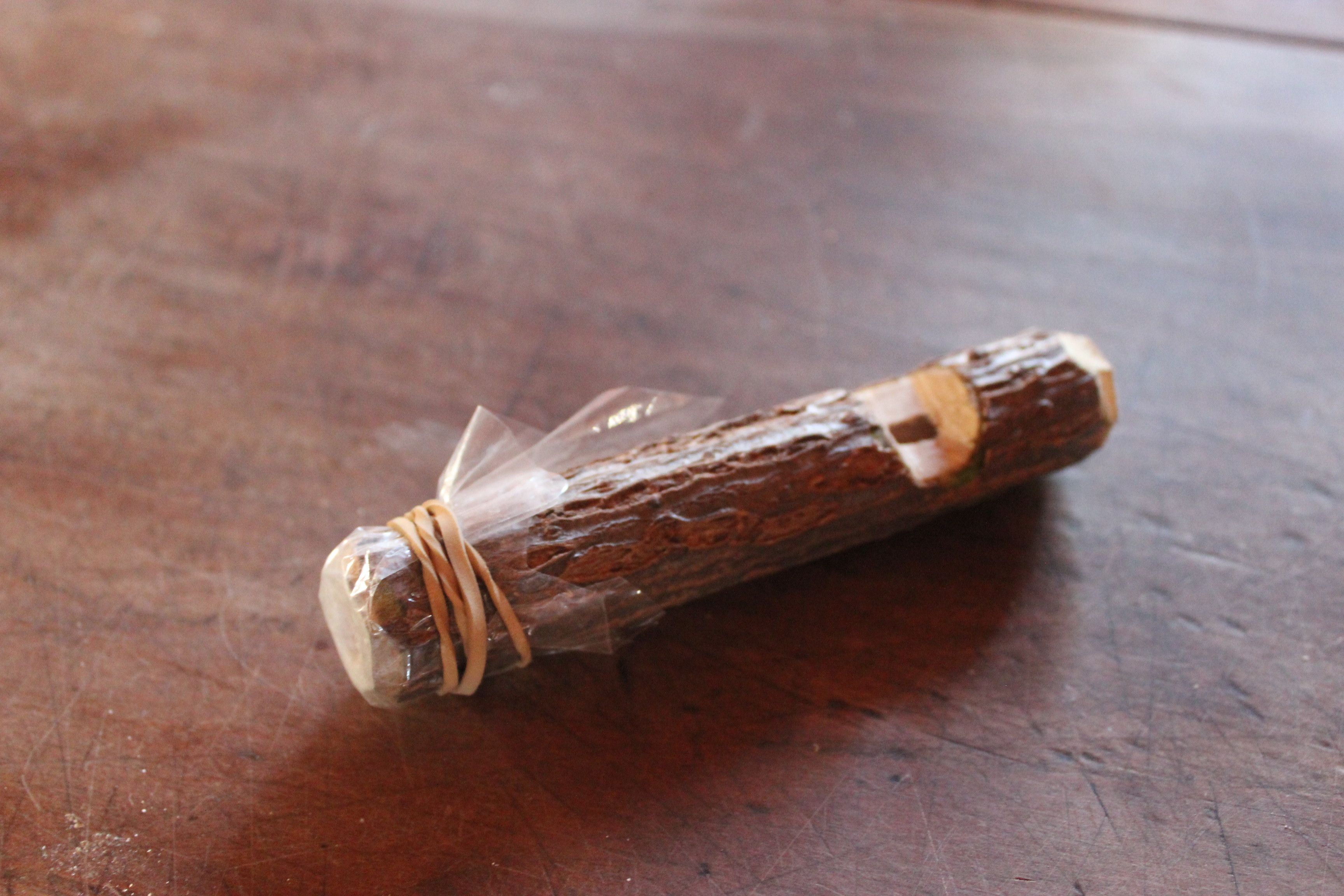
Kazoo en sureau.

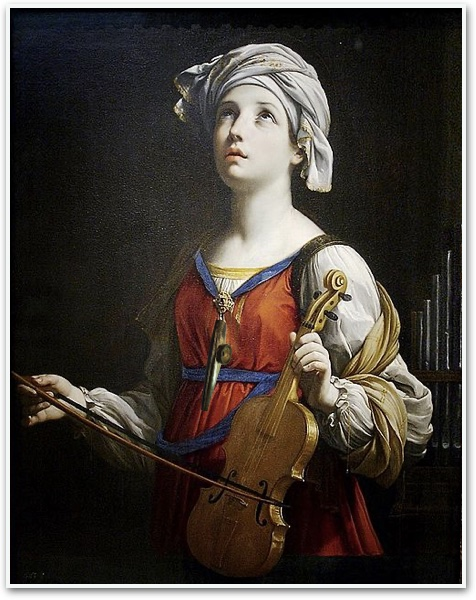
Ste Cecile.

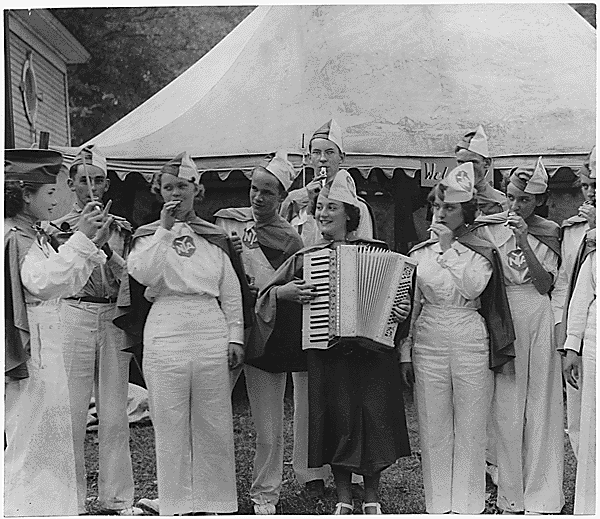
Ensemble musical de kazoos et accordéon.

Le kazoo, aussi appelé gazou, est un accessoire qui modifie la voix. Proche du mirliton, il est constitué d'un tube fermé par une membrane. En chantonnant dans le tube, le musicien fait vibrer la membrane qui transforme le timbre de la voix en sons nasillards aux accents enfantins. Sa fabrication artisanale est assez aisée.
C'est un instrument de musique.

## Histoire
On retrouve des objets semblables au kazoo depuis l'Antiquité en Europe et depuis des centaines d'années en Afrique. Un tuyau avec une fine membrane en parchemin était utilisé à l'époque romaine sur un instrument appelé rugiens tibia et parfois associé à Bacchus, et à l'époque chrétienne, à Sainte Cécile. 
En Afrique, ils étaient utilisés pour déguiser la voix d'une personne ou pour imiter des animaux (voir appeaux), principalement dans des cérémonies. L'invention officielle[pas clair] du kazoo est attribuée à l'afro-américain Alabama Vest, au XIXe siècle, en Géorgie. Le premier kazoo a été fabriqué par Thaddeus von Clegg, un horloger allemand de la ville de Macon. La production de kazoos commença en 1852, dans le Georgia State Fair.
Le kazoo le plus répandu est métallique (fabriqué dans l'État de New York). Cependant, on peut également se fabriquer artisanalement et facilement son propre kazoo, par exemple avec du papier ciré et un peigne.
Un kazoo amélioré appelé zobo fut lancé en 1895 par Warren Herbert Frost aux États-Unis. Il connut une très grande vogue durant plusieurs dizaines d'années avant d'être oublié. Dans le même pays existèrent trois accessoires similaires : le songophone, le sonophone et le vocophone. Ces accessoires sont les équivalents américains du bigophone français.

## Utilisation professionnelle
Si le kazoo est souvent associé aux jeux enfantins, il est parfois utilisé dans la musique professionnelle. 
- Brian Jones des Rolling Stones joue un solo de kazoo dans la musique Cool, Calm And Collected de l'album Between the Buttons
- Eric Clapton dans la chanson San Francisco Bay Blues, particulièrement celle de l'album live Unplugged et dans quelques autres musiques encore.
- Dans l'enregistrement original du Dixieland Jass Band, en 1921, le son ressemblant à un solo de trombone dans Crazy Blues est en fait un solo de kazoo par le percussionniste Tony Sbarbaro.
- The Beatles l'ont utilisé dans la chanson Lovely Rita.
- Freddie Mercury et Roger Taylor, respectivement chanteur et batteur de Queen, jouent du kazoo sur la chanson Seaside Rendez-vous (A Night At The Opera).
- Le groupe Pink Floyd a utilisé le kazoo dans leur chanson Corporal Clegg, dont le titre est un hommage à Thaddeus von Clegg.
- Le chanteur du groupe The Cure, Robert Smith en joue lors du MTV Unplugged en janvier 1991 sur le titre The Walk, le public aussi équipé accompagne ainsi le groupe. Les répétitions sont visibles sur la VHS Play Out.
- Les Toy Dolls jouent du kazoo dans leur reprise de la chanson The Final Countdown de Europe.
- Le groupe Mungo Jerry l'utilise dans plusieurs chansons de leur album éponyme paru en 1970.
- Paolo Conte est un adepte du kazoo et l'utilise à de nombreuses reprises dans ses chansons.
- Le chanteur du groupe Green Day, Billie Joe Armstrong, remplaçait, lors des premières performances live de King For A Day, le son du trombone et de la trompette de la version CD par du kazoo. Un trombone et une trompette sont apparus par la suite.
- Beck en utilise un dans Steal My Body Home, sur l'album Mellow Gold
- Paul Williams l'utilise dans sa chanson An Old Fashioned Love Song qu'il a reprise avec Le Muppet Show dans l'épisode 8 de la première saison.
- La bande originale du film Chicken Run contient également plusieurs passages joués par un ensemble de kazoos.
- Les Arctic Monkeys utilisent un kazoo associé a une guitare pour le solo de leur chanson Settle For a Draw.
- Simon Proulx du groupe Les Trois Accords utilise le kazoo dans la chanson Vraiment Beau, mais aussi pour d'autres chansons en spectacle.
- Georges b et ses Mootuas en utilisent 14 sur la chanson La Guerre (pour faire comme une section cuivre)
- Joe Dassin l'utilise dans sa chanson La Complainte de l'heure de pointe (qui commence par les célèbres vers Dans Paris à vélo on dépasse les autos, à vélo dans Paris on dépasse les taxis). Elle fut enregistrée en novembre 1972, et l'idée est sans doute venue du kazoo proposé par Pif Gadget dans son numéro du 10 juillet 1972, gadget qui avait été très remarqué.
- Le groupe américain Skyy [6] Album Skyway 1980[7] avec le titre Skyy Zoo - Salsoul Records – SA 8532 / 12 inch - Salsoul Records – SG 329 DJ [8]
- Le batteur de Déportivo, Julien Bonnet, l'utilise dans les chansons Sur le moment et I might be late.
- Steve Waring dans le Ragtime du Kazoo propose une chanson ludique qui donne la fabrication du kazoo avec les moyens du bord
- Anaïs l'utilise sur la chanson Elle sort qu'avec des blacks.
- Carlos l'utilise pour sa chanson Papayou (Jean-Pierre Lang - Patrick Lemaître) 1983 - Disque Pathé Marconi
- Annie Cordy lui a consacré une chanson : Le Kazou[9] (J. Mercury) Corany Music (P) 1974
- Michel Polnareff l'utilise pour l'introduction de sa chanson On ira tous au paradis. (J. L. Dabadie/ M. Polnareff)
- Patrick Sébastien l'utilise pour sa chanson Le Petit Bonhomme en mousse (Patrick Boutot / Jordi Bertran) Éd. Faisage Music. (P) 1999 Faisage Music
- Le groupe « La famille Maestro » écrit en 2005 la chanson Le kazoo enchanté sur l'air de La Flûte enchantée de Mozart.
- M (Matthieu Chedid) l'utilise dans plusieurs de ses compositions.
- Rosemary Standley, chanteuse du groupe franco-américain Moriarty, l'utilise dans plusieurs compositions du groupe, en studio comme sur scène.
- Le groupe Les Betteraves a utilisé le kazoo dans plusieurs morceaux comme Un couscous pour Jean-Marie, Suicide festif, Anarchy à flik-city, ou encore Super marché.
- John Lang et son groupe le Naheulband utilisent le Kazoo lors de leurs concerts en accompagnement et en base de certains morceaux. Il a été aussi la base d'un bonus musical de son grimoire audio.
- Le chanteur Aldebert l'utilise pour sa chanson Le bébé lors de ses concerts.
- Le chanteur Damien Robert (Robert Dam) des Ravid'Vour'Voir l'utilise également
- Le chanteur Sébastien Tellier l'utilise dans la chanson Kazoo III.
- Le chanteur Paul Léger des Fatals Picards l'utilise lors du morceau Mon père était tellement de gauche, pendant un concert de soutien du Non au référendum sur la constitution de l'Europe.
- Le comédien François Morel l'a utilisé dans son spectacle Les habits du dimanche.
- Le groupe A Call o' Bass n' Drums l'utilise dans leur dernier concert.
- Le chanteur Karl Tremblay du groupe Les Cowboys Fringants dans quelques-unes des chansons du groupe.
- La chanteuse Coréenne de Jazz Youn Sun Nah l'utilise dans le cadre du festival Jazz Sous Les Pommiers en 2011.
- Le chanteur japonais de J-Pop, Gackt l'utilise parfois dans certaines reprises lors de concerts privés.
- Le kazoo est également utilisé dans le milieu de l'improvisation théâtrale lors de l'activité de match d'improvisation : l'arbitre utilise cet accessoire pour indiquer les fautes de jeu (alors que le sifflet marque le temps).
- Les Red Hot Chili Peppers pour leur reprise de Love Rollercoaster.
- Le groupe Moussu T e lei Jovents (issu du Massilia Sound System) en usent dans leurs spectacles et en font un objet de scène essentiel.
- La présentatrice météo du Grand Journal, Charlotte Le Bon l'a utilisé lors de l'émission du 14 octobre 2010 pour faire un quiz musical à Nagui et Dominique Bréard, invités sur le plateau.
- Le chanteur Julian Perretta dans Wonder Why.
- La cantatrice Peggy Lee Cooper dans Little drop of poison.
- Le groupe Uriah heep joue un accompagnement de Happy birthday aux kazoo lors du morceau The magician's birthday.
- La chanteuse britannique Tricity Vogue L'utilise dans Bare necessities.
- Le chanteur de Ghost, Tobias Forge l'utilise pour sa version acoustique de la chanson Ghuleh/Zombie Queen.
- Le vidéaste Tsuko G. a utilisé le kazoo dans des reprises des bandes-son populaires (comme celles d'Undertale, Ace Attorney, entre autres).
- La chanteuse Zaz a joué du kazoo dans sa chanson Je veux
- L'artiste Pocket'sUke l'utilise avec son instrument nommé " Kazookeylele "